# Jönköping (region)

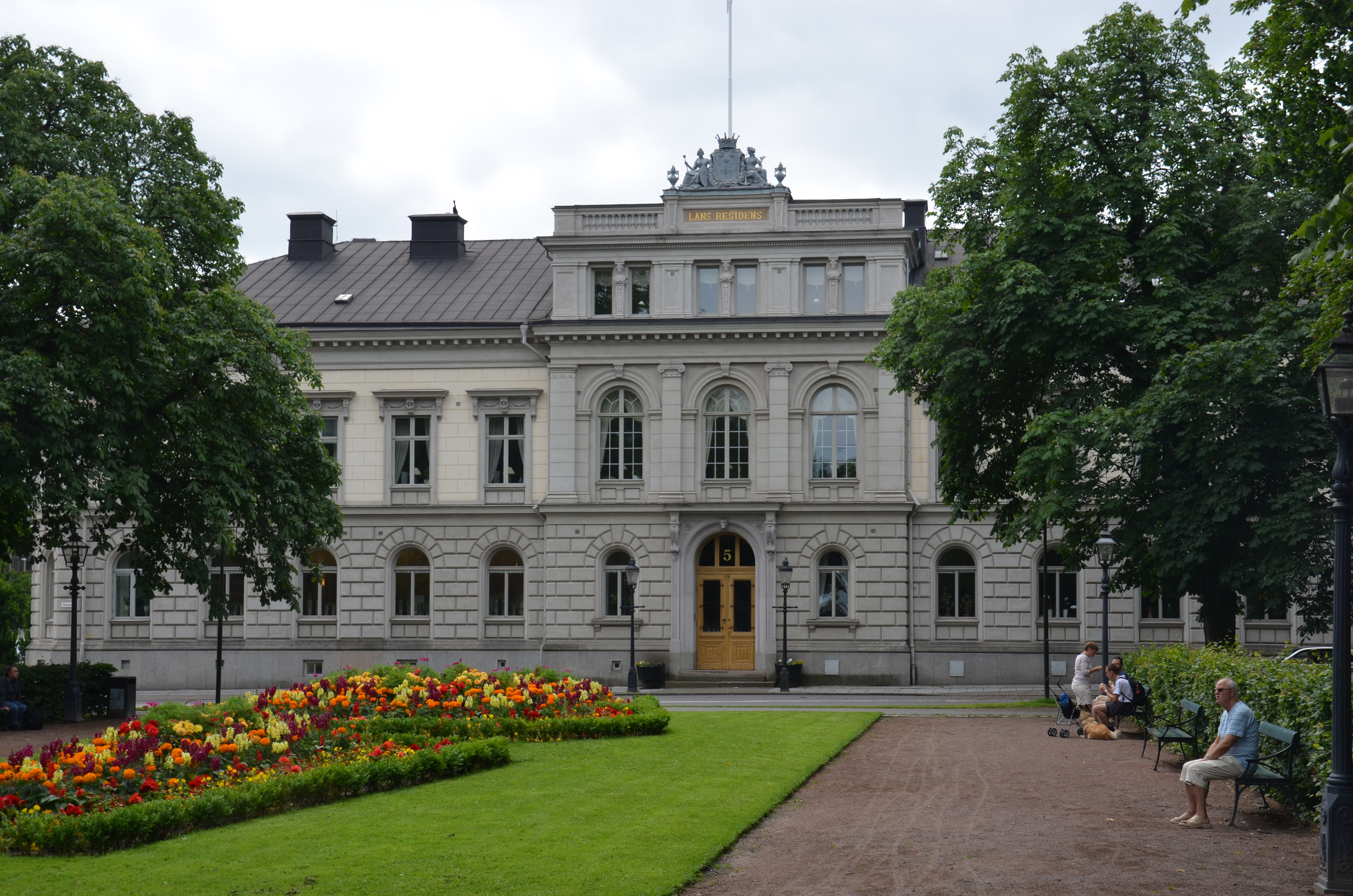
Rezydencja landshövdinga regionu administracyjnego Jönköping

Jönköping (szw. Jönköpings län) – jeden ze szwedzkich regionów administracyjnych (län). Siedzibą władz regionu (residensstad) jest Jönköping.

## Geografia
Region administracyjny Jönköping jest położony w środkowej części Götaland i obejmuje północno-zachodnią część prowincji historycznej (landskap) Smalandia oraz od 1 stycznia 1998 r. gminy Mullsjö i Habo należące do Västergötlandu.
Graniczy z regionami administracyjnymi Halland, Västra Götaland, Östergötland, Kalmar i Kronoberg.

### Demografia
31 grudnia 2015 r. Jönköpings län liczył 347 837 mieszkańców (6. pod względem zaludnienia z 21 regionów administracyjnych Szwecji), gęstość zaludnienia wynosiła 33,2 mieszkańców na km².

## Gminy i miejscowości

### Gminy
Region administracyjny Jönköping jest podzielony na 13 gmin:
| - Aneby (6 426) - Eksjö (16 598) - Gislaved (28 737) - Gnosjö (9 509) - Habo (11 110) - Jönköping (132 140) - Mullsjö (7 109) - Nässjö (29 907) - Sävsjö (11 100) - Tranås (18 416) - Vaggeryd (13 229) - Värnamo (33 334) - Vetlanda (26 647) |

Uwagi: W nawiasie liczba mieszkańców; stan na dzień 31 grudnia 2014 r.

### Miejscowości
10 największych miejscowości (tätort) regionu administracyjnego Jönköping (2010):
| #  | Miejscowość | Gmina     | Liczba mieszkańców (2010) |
| -- | ----------- | --------- | ------------------------- |
| 1  | Jönköping   | Jönköping | 89 396                    |
| 2  | Värnamo     | Värnamo   | 18 696                    |
| 3  | Nässjö      | Nässjö    | 16 678                    |
| 4  | Tranås      | Tranås    | 14 197                    |
| 5  | Vetlanda    | Vetlanda  | 13 050                    |
| 6  | Gislaved    | Gislaved  | 10 037                    |
| 7  | Eksjö       | Eksjö     | 9701                      |
| 8  | Bankeryd    | Jönköping | 8107                      |
| 9  | Habo        | Habo      | 6883                      |
| 10 | Mullsjö     | Mullsjö   | 5452                      |